# FLSmidth
 (novembre 2012).
FLSmidth est une entreprise d'ingénierie spécialisée dans la construction. Elle est le leader dans la construction de cimenteries. Son siège social est situé à Copenhague au Danemark.
L'entreprise est également présente en sidérurgie. Au début du XXe siècle, elle met au point un procédé d'agglomération du minerai de fer utilisant de longs fours rotatifs inspirés de ceux utilisés en cimenterie. Ce précédé par four-tambour a été abandonné dans les années 1970 au profit des chaines d'agglomération de type Dwight-Lloyd.

## Histoire
En juillet 2021, FLSmidth annonce l'acquisition des activités de minage de Thyssenkrupp pour 325 millions d'euros.